# Bigbang 2
BIGBANG 2 – trzeci japoński album studyjny południowokoreańskiej grupy Big Bang, wydany 11 maja 2011 roku przez Universal J.
Płytę promowały trzy single: „Koe o kikasete”, „Tell Me Goodbye” oraz „BEAUTIFUL HANGOVER”. Album ukazał się w trzech edycjach: CD i dwóch limitowanych CD+DVD. Osiągnął 1 pozycję w rankingu Oricon i pozostawał na liście przez 16 tygodni. Sprzedał się w nakładzie 98 854 i zdobył status złotej płyty.

## Promocja
Wydaniu albumu towarzyszyła japońska trasa Love & Hope Tour. Trasa była wcześniej zatytułowana Love & Pain Tour, ale nazwa została zmieniona ze względu na trzęsienie ziemi u wybrzeży Honsiu w 2011 roku. Część dochodu z trasy zostało przeznaczone na pomoc ofiarom katastrofy.

## Lista utworów
| CD  |                                                      |                                         |                                          |                                    |      |
| Nr  | Tytuł                                                | Słowa                                   | Kompozycja                               | Aranżacja                          | Czas |
| 1.  | „Intro [Thank You & You]”                            | G-Dragon                                | G-Dragon, Choice37                       | Choice37                           | 1:36 |
| 2.  | „TONIGHT” (wer. japońska)                            | G-Dragon, T.O.P                         | G-Dragon, e.knock                        | Choi Pil-kang                      | 3:40 |
| 3.  | „SOMEBODY TO LUV” (wer. japońska „Somebody to Love”) | G-Dragon, T.O.P                         | G-Dragon, Ham Seung-cheon, Kang Wook-jin | Ham Seung-cheon, Kang Wook-jin     | 3:32 |
| 4.  | „BEAUTIFUL HANGOVER”                                 | G-Dragon, Shikata, iNoZzi, Perry        | Nadir Benkahla, Saeed Molavi, Perry      | 3:46                               |      |
| 5.  | „Ora Yeah!” (jap. オラ Yeah!)                        | Shōko Fujibayashi                       | Jimmy Thornfeldt, Mohombi Moupondo       | Jimmy Thornfeldt, Mohombi Moupondo | 3:05 |
| 6.  | „Tell Me Goodbye”                                    | Fujibayashi Shouko, Perry               | Jimmy Thornfeldt, Mohombi Moupondo       | Jimmy Thornfeldt, Mohombi Moupondo | 4:07 |
| 7.  | „Koe o kikasete” (jap. 声をきかせて)                 | Narumi Yamamoto, Robin, G-Dragon, T.O.P | Teddy                                    | Teddy                              | 4:16 |
| 8.  | „MS. LIAR” (wer. japońska „Stupid Liar”)             | G-Dragon, T.O.P                         | G-Dragon, Choi Pil-kang                  | Choi Pil-kang, Dee.P               | 3:53 |
| 9.  | „HANDS UP”                                           | G-Dragon, T.O.P G-Dragon, e.knock       | Kush                                     | 3:59                               |      |
| 10. | „LOVE SONG”                                          | G-Dragon, Teddy, T.O.P                  | Teddy, G-Dragon                          | Seo Won-jin                        | 3:44 |
| DVD |                                                      |                                         |                                          |                                    |      |
| Nr  | Tytuł                                                | Tytuł                                   | Tytuł                                    | Tytuł                              | Czas |
| 1.  | „Koe o kikasete” (music video)                       | „Koe o kikasete” (music video)          | „Koe o kikasete” (music video)           | „Koe o kikasete” (music video)     |      |
| 2.  | „Tell Me Goodbye” (music video)                      | „Tell Me Goodbye” (music video)         | „Tell Me Goodbye” (music video)          | „Tell Me Goodbye” (music video)    |      |
| 3.  | „BEAUTIFUL HANGOVER” (music video)                   | „BEAUTIFUL HANGOVER” (music video)      | „BEAUTIFUL HANGOVER” (music video)       | „BEAUTIFUL HANGOVER” (music video) |      |
| 4.  | „TONIGHT” (music video)                              | „TONIGHT” (music video)                 | „TONIGHT” (music video)                  | „TONIGHT” (music video)            |      |

## Notowania
| Lista                      | Najwyższa pozycja |
| -------------------------- | ----------------- |
| Oricon Daily Album Chart   | 1                 |
| Oricon Weekly Album Chart  | 1                 |
| Oricon Monthly Album Chart | 3                 |
| Oricon Yearly Album Chart  | 63                |